# Selçuk Tepeli
 (octobre 2022).
Selçuk Tepeli , née le 1974 à Istanbul, est un présentateur de télévision turc.

## Biographie
Selçuk Tepeli est né en 1974 à Istanbul. Tepeli est diplômé en administration publique de l'université de Marmara en 1996. Il a dirigé les programmes Selçuk Tepeli ile Fox Ana Haber sur FOX à partir de septembre 2020. Il a dirigé les journaux de la télévision turque Habertürk.  Selçuk Tepeli a commencé à présenter les principales nouvelles de Fox à partir de 2020, après la démission de Fatih Portakal de Fox.

## Noter
1. ↑  (tr) « Selçuk Tepeli kimdir? İşte Selçuk Tepeli’nin kariyeri… »